# Ириарте, Доминго
Он был братом-близнецом Хосе Габриэля Доминго де Ириарте, а также братом баснописца Фомы де Ириарте и дипломата Бернардо де Ириарте, среди пятнадцати других детей от брака его отца Бернардо де Ириарте Сиснероса и его матери, Барбары Клеты Марселины де лас Ньевес-Равело и Эрнандеса де Оропеса.
Он получил раннее образование в Пуэрто-де-ла-Крус, Тенерифе, и в 1754 году переехал в Мадрид в дом своего дяди гуманиста и ученого Хуана де Ириарте, чтобы завершить свое образование; он продемонстрировал редкий талант владеть современными иностранными языками (английский, французский, немецкий и итальянский), а также классическими (латынь и греческий). Это открыло ему двери двора, и с 1 ноября 1763 года он был пажом Иеронима де Гримальди, маркиза Гримальди (1720—1786); в 1773 году он являлся седьмым офицером Первого Государственного Секретаря, после чего был повышен до первого офицера, а в октябре 1776 года он десять лет является секретарем посольства в Вене с послом Хосе Агустином Льяно и Де Ла блоком, первым маркизом Дель Льяно; он собирает картины, а в 1782 году отправляет своим братьям Бернардо и Фоме две картины философов, написанные Хосе де Риберой. 15 июля 1786 года он переезжает в звании второго офицера посольства из Вены в Париж с послом Петром Павлом де Болеа, графом Аранд (1719—1798). Заняв пост посла в Варшаве, Польша, в 1795 году он был назначен испанским правительством своим представителем в переговорах о Базельском мире, договор о котором был подписан 22 июля с представителем французской Конвенции Франсуа Бартелеми. Умер в Жироне от туберкулеза 22 ноября 1795 года на руках епископа этого города Томаса Лоренцана.
Карл IV наградил его крестом ордена Карла III за участие в организации Базельского мира.